# Semicytherura illerti
Semicytherura illerti is een mosselkreeftjessoort uit de familie van de Cytheruridae.